# John Beasley (Schauspieler)
John Beasley (* 26. Juni 1943 in Omaha, Nebraska; † 30. Mai 2023 ebenda) war ein US-amerikanischer Schauspieler.

## Leben
Beasley wuchs in seiner Geburtsstadt Omaha auf und arbeitete dort viele Jahre bei der Union Pacific Railroad.
Sein Filmdebüt gab er erst 1989 in der Filmproduktion Rapid Fire. In den 1990er und 2000er Jahren wirkte Beasley in diversen Filmen und Fernsehserien wie beispielsweise Pretender, Millennium oder CSI: Den Tätern auf der Spur mit. Seine bekannteste Rolle spielte er in den Jahren 2002 bis 2006 in der Fernsehserie Everwood, in der er die Figur Irv Harper verkörperte. Sein Schaffen für Film und Fernsehen umfasst mehr als 60 Produktionen. Zuletzt trat er im Jahr 2022 in zwei Filmen auf.
Zuletzt lebte Beasley in Omaha, wo er ein Theater führte. Er starb Ende Mai 2023, knapp einen Monat vor Vollendung seines 80. Lebensjahres.
Einer seiner Enkel ist der US-amerikanische Basketballspieler Malik Beasley.

## Filmografie (Auswahl)
- 1989: Rapid Fire
- 1992: Mighty Ducks – Das Superteam (The Mighty Ducks)
- 1994: Little Big Boss (Little Big League)
- 1997: Apostel! (The Apostle)
- 1998: Pretender (Fernsehserie, 2 Folgen)
- 1998: Allein gegen die Zukunft (Early Edition, Fernsehserie, 2 Folgen)
- 1999: Verrückt in Alabama (Crazy in Alabama)
- 1999: Millennium – Fürchte deinen Nächsten wie Dich selbst (Millennium, Fernsehserie, 3 Folgen)
- 1999: Wehrlos – Die Tochter des Generals (The General’s Daughter)
- 2000: Lost Souls – Verlorene Seelen (Lost Souls)
- 2000: Eine Liebe in Brooklyn (Disappearing Acts)
- 2000: The Gift – Die dunkle Gabe (The Gift)
- 2001: CSI: Den Tätern auf der Spur (CSI: Crime Scene Investigation, Fernsehserie, 2 Folgen)
- 2002–2006: Everwood (Fernsehserie, 89 Folgen)
- 2002: Der Anschlag (The Sum of all Fears)
- 2003: Für alle Fälle Amy (Judging Amy, Fernsehserie, 3 Folgen)
- 2004: Walking Tall – Auf eigene Faust (Walking Tall)
- 2007: Daddy’s Little Girls
- 2007: Navy CIS (NCIS, Fernsehserie, Folge 4x12)
- 2010: CSI: Miami (Fernsehserie, Folge 8x20)
- 2012–2016: The Soul Man (Fernsehserie, 42 Folgen)
- 2014: The Purge: Anarchy
- 2015: Sinister 2
- 2018: Atlanta Medical (Fernsehserie, Folge 1x03)
- 2019: The Mandalorian (Fernsehserie, Folge 1x01: Barkeeper)
- 2020: Spell
- 2022: Firestarter